# Neottia gaudissartii
Neottia gaudissartii je holomikotrofni rizomatozni geofit nekada svrstavan u vlastiti rod Diplandrorchis, kao Diplandrorchis sinica, porodica kaćunovki (orhideja), dio je tribusa Neottieae. 
N. gaudissartii ili D. sinica je patuljasti saprofit (naraste 17 – 24 cm visine). 

## Opis
Diplandrorchis je vrlo zanimljiv novi rod orhideja, koji sadrži samo jednu vrstu D. sinica S.C.Chen, pronađenu u okrugu Huan-ren pokrajine Liaoning u sjeveroistočnoj Kini. Ona, kao što ime roda implicira, ima dva plodna prašnika, koja se nalaze na gornjem dijelu stupca blizu završne stigme. Jedna od njih je nasuprot dorzalnom sepalu, a druga središnjoj latici (usni). Dakle, oni predstavljaju dva središnja prašnika unutarnjeg i vanjskog vijuga. Ovo je prilično jedinstveno u cijeloj porodici, uključujući diandroznu skupinu, u kojoj su dva prašnika nasuprot bočnim laticama i stoga predstavljaju bočne latice unutarnjeg koluta. Cvijet je uspravan, s blijedozelenkastim ili bjelkastim cvjetnim listovima gotovo pravilnim. Dvije bočne čašice su više-manje ukošene, i malo se razlikuju od dorzalne, ali su tri latice, koje su tanje i uže, vrlo slične jedna drugoj. Ni roztelum niti bilo koji drugi dodaci nisu pronađeni u njegovom stupu, već krajnja stigma i dva uspravna prašnika. Polinije su gole i zrnate, koje su kod gotovo svih pregledanih cvjetova prirodno ispale iz stanica na žig. Očigledno je samooplođena, kao što se nalazi u Tangtsinia i nekim drugim primitivnim orhidejama. Osim toga, ova zanimljiva orhideja je patuljasti saprofit, sa svojom navikom vrlo sličnom Neottia, još jednom saprofitskom rodu koji pripada podplemenu Neottiinae. Zaslužuje posebnu pažnju činjenica da se saprofitne orhideje uglavnom nalaze u primitivnim podplemenima, kao što su Neottiinae, Limodorinae, Vanillinae i Pogoniinae. Teoretski, saprofitne biljke morale su se razviti iz zelenih biljaka. U Orchidaceae, međutim, od kojeg su pretka potjecali najprimitivniji saprofiti? Ovo je doista zanimljivo pitanje usko povezano s podrijetlom Orchidaceae. Iz gore navedenih činjenica, sadašnji rod je vrlo primitivan ili reliktan i od velikog filogenetskog interesa. Ovdje je postavljen kao najprimitivniji član u podplemenu Neottiinae, iako se oštro razlikuje od ostalih rodova ovog podplemena. Možda zaslužuje zasebno podpleme, ali potrebno je dodatno proučavanje.

## Sinonimi
- Archineottia gaudissartii (Hand.-Mazz.) S.C.Chen; Acta Phytotax. Sin. 17: 13 (1979)
- Diplandrorchis sinica S.C.Chen; Acta Phytotax. Sin. 17(1): 2 (1979)
- Holopogon gaudissartii (Hand.-Mazz.) S.C.Chen; Acta Phytotax. Sin. 35(2): 179 (1997)